# Protolaeospira striata
Protolaeospira striata är en ringmaskart som först beskrevs av Quievreux 1963.  Protolaeospira striata ingår i släktet Protolaeospira och familjen Serpulidae. Arten har ej påträffats i Sverige. Inga underarter finns listade i Catalogue of Life.